# Mạnh Phàm Lợi
Mạnh Phàm Lợi (tiếng Trung giản thể: 孟凡利, bính âm Hán ngữ: Mèng Fánlì, sinh tháng 9 năm 1965, người Hán) là chính trị gia nước Cộng hòa Nhân dân Trung Hoa. Ông là Ủy viên Ủy ban Trung ương Đảng Cộng sản Trung Quốc khóa XX, hiện là Phó Bí thư Tỉnh ủy Quảng Đông, Bí thư Thành ủy Thâm Quyến. Ông từng là Phó Bí thư Khu ủy Nội Mông, Bí thư Thị ủy Bao Đầu; Thị trưởng Thanh Đảo, Sơn Đông.
Mạnh Phàm Lợi là đảng viên Đảng Cộng sản Trung Quốc, học hàm, học vị Giáo sư, Tiến sĩ Kinh tế học. Ông có gần 25 năm công tác ở Sơn Đông trước khi được điều chuyển tới Nội Mông, Quảng Đông.

## Xuất thân và giáo dục
Mạnh Phàm Lợi sinh tháng 9 năm 1965 tại chuyên khu Lâm Nghi, nay là địa cấp thị Lâm Nghi, tỉnh Sơn Đông, Cộng hòa Nhân dân Trung Hoa. Ông lớn lên và tốt nghiệp cao trung ở Lâm Nghi, vào tháng 9 năm 1982 thì thi cao khảo và đỗ Học viện Kinh tế Tài chính Sơn Đông – nay là Đại học Kinh tế Tài chính Sơn Đông, nhập học hệ kế toán, tốt nghiệp chuyên nghiệp kế toán thương nghiệp vào tháng 7 năm 1986. Ông cũng được kết nạp Đảng Cộng sản Trung Quốc tại trường khi là sinh viên năm cuối vào tháng 3 năm 1986. Từ tháng 9 năm 1992, ông tới Thiên Tân theo học cao học tại chức ở hệ kế toán của Đại học Nam Khai về chuyên ngành kế toán phương Tây, nhận bằng Thạc sĩ Kinh tế học vào tháng 7 năm 1995. Sau đó, ông tiếp tục thi và đỗ nghiên cứu sinh sau đại học ở Học viên Kinh tế Tài chính Thiên Tân – nay là Đại học Kinh tế Tài chính Thiên Tân, và trở thành Tiến sĩ Kinh tế học vào tháng 7 năm 1998.

## Sự nghiệp

### Sơn Đông
Tháng 7 năm 1996, sau khi tốt nghiệp trường Tài Kinh Sơn Đông, ông được trường giữ lại làm giảng viên của hệ kế toán. Sau đó hơn 1 năm, ông được bổ nhiệm làm Phó Chủ nhiệm Khoa Kế toán tài chính của trường, rồi Chủ nhiệm từ đầu năm 2001 rồi được phong chức danh Giáo sư ngành Kinh tế. Tháng 6 cùng năm, ông được điều tới Chính phủ Nhân dân tỉnh Sơn Đông, nhậm chức Phó Sảnh trưởng Sảnh Tài chính. Sau hơn 5 năm ở cương vị này, vào tháng 7 năm 2005, ông được điều sang khối doanh nghiệp nhà nước, nhậm chức Phó Bí thư Đảng ủy, Phó Chủ tịch, Tổng giám đốc Công ty hữu hạn Đầu tư Lỗ Tín Sơn Đông, tức Tập đoàn Lỗ Tín (Lucion), rồi Bí thư Đảng ủy, Chủ tịch, Tổng giám đốc Lucion từ tháng 7 năm 2009. Tính đến 2013, sau 8 năm công tác ở Lucion, Mạnh Phàm Lợi được điều trở lại Chính phủ Sơn Đông, bổ nhiệm làm Sảnh trưởng Sảnh Thương vụ. Ông ở sảnh trong thời gian ngắn thì được điều về địa cấp thị Yên Đài, chỉ định vào Ủy ban Thường vụ Thị ủy, giữ chức Phó Bí thư Thị ủy, rồi quyền Thị trưởng và Thị trưởng Yên Đài từ đầu năm 2014. Sang năm 2015, ông là Bí thư Thị ủy, Hiệu trưởng Trường Đảng Thị ủy, Chủ nhiệm Ủy ban Thường vụ Nhân Đại Yên Đài thêm 2 năm cho đến tháng 3 năm 2017 thì được điều tới thành phố Thanh Đảo, nhậm chức Phó Bí thư Thành ủy, quyền Thị trưởng rồi Thị trưởng Thanh Đảo hơn 3 năm. Năm 2018, ông ứng cử và trúng cử là Đại biểu Đại hội Đại biểu Nhân dân toàn quốc khóa XIII nhiệm kỳ 2018–23 từ Sơn Đông.

### Nội Mông
Tháng 9 năm 2020, sau gần 25 năm công tác ở quê nhà Sơn Đông, Mạnh Phàm Lợi được điều tới Khu tự trị Nội Mông, chỉ định vào Ủy ban Thường vụ Khu ủy, là cán bộ cấp phó tỉnh, bộ, phân về địa cấp thị Bao Đầu nhậm chức Bí thư Thị ủy. Rồi đến tháng 11 năm 2021, ông được bầu là Phó Bí thư Khu ủy Nội Mông kiêm Bí thư Thị ủy Bao Đầu cho đến giữa năm 2022.

### Quảng Đông
Tháng 4 năm 2022, Mạnh Phàm Lợi được điều tới Quảng Đông, chỉ định vào Ủy ban Thường vụ Tỉnh ủy Quảng Đông nhậm chức Phó Bí thư Tỉnh ủy, phân về thành phố Thâm Quyến đảm nhiệm vị trí Bí thư Thành ủy kiêm Bí thư thứ Nhất Đảng ủy Khu Cảnh bị Thâm Quyến, kế nhiệm Tỉnh trưởng Quảng Đông Vương Vĩ Trung lãnh đạo đặc khu kinh tế này. Tháng 5 năm 2022, ông được bầu là đại biểu của Quảng Đông dự Đại hội Đảng Cộng sản Trung Quốc lần thứ XX. Trong quá trình bầu cử tại đại hội, ông được bầu là Ủy viên Ủy ban Trung ương Đảng Cộng sản Trung Quốc khóa XX.